# Projektowanie eksperymentów
Projektowanie eksperymentów (planowanie doświadczeń, teoria eksperymentu; ang. design of experiments, w skrócie DOE) – interdyscyplinarna dziedzina nauki znajdująca się na pograniczu statystyki, metrologii, matematyki stosowanej oraz informatyki, mająca na celu dostarczenie odpowiedzi na pytanie o możliwość takiego zaplanowania doświadczenia (eksperymentu lub quasi-eksperymentu), aby uzyskać możliwie najwięcej użytecznych informacji przy najmniejszych koniecznych do tego kosztach.
Rozwój teorii eksperymentu związany był z założoną przez Johna Benneta Lawesa słynną rolniczą Stację Eksperymentalną Rothamsted w Harpenden. W czasie kiedy jej dyrektorem był Edward John Russell, w stacji zatrudniony został Ronald Fisher (autor pracy The design of experiments z 1935 r.) – kluczowa postać dla rozwoju zarówno statystyki, jak i dziedziny projektowania eksperymentów. Od tego czasu stacja stała się instytucją w której pracowali badacze mający znaczny wpływ na rozwój planowania doświadczeń: Frank Yates, Joseph Oscar Irwin, John Wishart, William Gemmell Cochran (współautor, wspólnie z Gertrude Mary Cox, książki pt. Experimental Designs z 1950 r.) i John Nelder.